# Eddie Gray
Eddie Gray (Glasgow, 1948. január 17. – ) skót válogatott labdarúgó, középpályás, edző.

## Pályafutása

### Klubcsapatokban
Gray labdarúgó-pályafutását egészét az angol élvonalbeli Leeds United csapatában töltötte; a klub színeiben 1966 és 1983 között több mint négyszáz élvonalbeli mérkőzésen lépett pályára, a klubbal kétszer nyert angol bajnokságot, valamint egy-egy angol kupát, szuperkupát és ligakupát. A klubbal háromszor szerepelt Vásárvárosok kupája döntőben; 1967-ben nem sikerült nyerniük a döntőben, azonban 1968-ban és 1971-ben már igen. 1983-ban a klub játékos-edzőjeként vonult vissza a Leeds csapatától.

### A válogatottban
1969 és 1977 között tizenkét alkalommal lépett pályára a skót labdarúgó-válogatottban.

### Edzőként
1982 és 1985 között irányította az angol másodosztályban szerepelt Leeds United együttesét. 1985 és 1986 között a Whitby Town, majd 1986 és 1988 között a Rochdale edzője volt. Az 1988-89-es szezonban az ő irányításával sikerült bentmaradnia a Hull City csapatának az angol másodosztályban. 2003 és 2004 között ismét a Leeds United együttesét irányította.

## Sikerei, díjai
Leeds United
- Angol bajnok (2): 1968–69, 1973–74
- Angol kupa 1971–72
- Angol szuperkupa: 1969
- Angol ligakupa 1967–68
- VVK-győztes (2): 1967–68, 1970–71
- BEK-döntős: 1974–75